# Annette-von-Droste-Hülshoff-Gymnasium (Benrath)
Das Annette-von-Droste-Hülshoff-Gymnasium (kurz Annette-Gymnasium) ist ein Gymnasium im Düsseldorfer Stadtteil Benrath, das von knapp 1000 Schülern besucht wird, die von etwa 90 Lehrern unterrichtet werden.

## Geschichte
Vorläuferin der heutigen Schule war eine 1905 von Fräulein Clementine Bene gegründete Privatschule. Diese Schule war eine reine Mädchenschule, allerdings war eine Vorschule angeschlossen, die auch Jungen besuchten.
1910 übernahm die Gemeinde die Schule, welche nun „Gehobene Mädchenschule der Gemeinde Benrath am Rhein“ hieß. Der Unterricht fand seit dem 13. April 1910 im noch heute erhaltenen Gebäude an der Ecke Kappeler Straße/Benrodestraße sowie seit 1912 im Ostflügel von Schloss Benrath statt. Zum Schuljahr 1912/1913 wurde aus der Gehobenen Mädchenschule die „Höhere Mädchenschule zu Benrath am Rhein“.
Nach dem Ersten Weltkrieg wurde die Vorschule eingestellt. Im Februar 1920 wurde der schon vor dem Krieg gestellte Antrag der Schule auf Zuerkennung des Lyzeum-Status genehmigt. Bemühungen, das nunmehrige „Lyzeum Benrath am Rhein“ bis zum Abitur auszubauen, scheiterten zunächst an der Finanznot der Gemeinde. Von 1928 bis 1930 wurde die Schule schließlich zum Oberlyzeum, ungefähr einem heutigen Gymnasium entsprechend (als „Ober-Lyzeum im Entstehen der Gemeinde Benrath am Rhein“ beziehungsweise ab der Eingemeindung Benraths nach Düsseldorf 1929 „Ober-Lyzeum im Entstehen Düsseldorf-Benrath“). 1930 wurde der Schule der Status des Oberlyzeums wieder aberkannt, wodurch der Name wieder „Städtisches Lyzeum Düsseldorf-Benrath“ wurde. Am 12. Februar 1932 wurden die ersten Abiturprüfungen in der Geschichte der Schule abgehalten.
Nach der Machtergreifung der Nationalsozialisten im Jahr 1933 waren auch am Lyzeum Benrath tiefgreifende Änderungen zu verspüren. Fächer wie Staatsbürgerkunde oder Rassenlehre wurden vorrangig unterrichtet; die Lehrkräfte mussten Mitglied in einer NS-Organisation sein und ihre „arische Abstammung“ nachweisen. 1935 wurde die Anstalt in „Benrather Schloß-Lyzeum“ umbenannt, 1938 in „Städtische Schloßschule“. Im Zweiten Weltkrieg beeinträchtigten Sammlungen und Einsätze für die Kriegswirtschaft den Unterricht; ab 1942 befand sich ein Teil der Schülerinnen und der Lehrkräfte in der Kinderlandverschickung. Die Auswirkungen des Kriegs machten schließlich einen kontinuierlichen Unterricht unmöglich; am 6. Oktober 1944 musste er ganz eingestellt werden.
Am 15. Oktober 1945 wurde der Schulbetrieb unter der Leitung von Helmut Lauffs wieder aufgenommen. Die Schule wurde nun unter dem Namen „Benrather Schloß-Lyzeum mit Frauenoberschule“ ein voll ausgebautes neusprachliches Gymnasium mit angegliederter Frauenoberschule; sie war weiterhin eine reine Mädchenschule. Von 1951 bis 1958 war der Name wiederum „Schloß-Schule Benrath“. 1953 wurde die Schulleitung von Frau Wagener übernommen.
Aufgrund der wachsenden Schülerzahlen baute die Stadt schließlich 1958 das heutige große Schulgebäude an der Brucknerstraße; das Gebäude  mit der „Pusteblume“ an der Fassadenfront wurde von dem Architekten Julius Schulte-Frohlinde entworfen, der auch die Benennung nach Annette von Droste-Hülshoff anregte, die lange umstritten war.
1970 wurde die Schule offiziell zum „Annette-von-Droste-Hülshoff-Gymnasium“. Anfang der 1970er-Jahre wurde auf dem Gelände des Schulgartens ein Neubau mit acht Klassenräumen errichtet. Mit dem Schuljahr 1973/1974 wurde die Koedukation eingeführt, das heißt, die Schule wurde von nun an auch von Jungen besucht.
Von 1975 bis 1993 wurde das Gymnasium von Norbert Meckel, dem Vater von Miriam Meckel, geleitet. Die Schülerzahl nahm weiterhin rapide zu, was zu aufwendigen Umbauten, dem Bau einer zweiten Turnhalle sowie der Einrichtung neuer naturwissenschaftlicher Fachräume führte.
In dieser Zeit wurden außerdem die 5-Tage-Woche sowie das Angebot von Französisch als erster Fremdsprache eingeführt.
Von 1994 bis 2010 war Wulff Rehfus Schulleiter.
Die Schule war 2006 Hauptdrehort für den Kinofilm Die Wilden Hühner; 2008 wurde dort für den Kinofilm Die Wilden Hühner und das Leben gedreht, der auf dem Buch Die wilden Hühner auf Klassenfahrt beruht.
Im Jahr 2010 feierte die Schule ihr 100-jähriges Bestehen. Ab diesem Jahr wurde das Gymnasium im Ganztagsbetrieb geführt. Dies gilt jedoch nur für die zwischen den Schuljahren 2010/2011 und 2019/20 neu aufgenommenen Jahrgänge.
Im Jahr 2019 wurde ein Anbau an der Schule fertiggestellt, welcher Raum für 200 mehr Schüler schaffen sollte. Teilweise wurden auch die alten Gebäude modernisiert. Die Bauarbeiten kosteten rund 10 Millionen Euro.

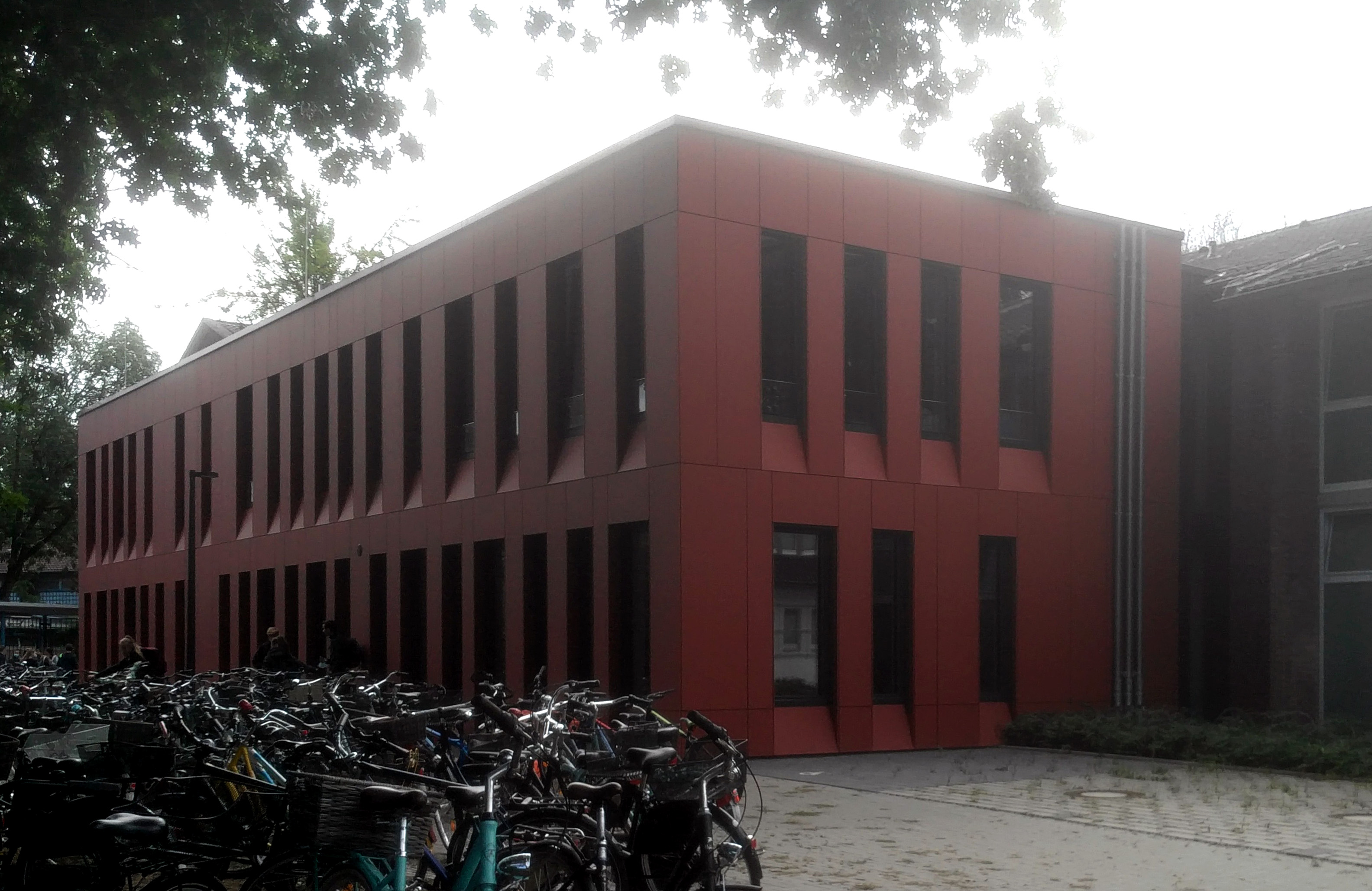
Neubau am Annette-von-Droste-Hülshoff-Gymnasium

## Schulleitung
| Zeitraum                       | Schulleiter(in)     | Bemerkungen                                      |
| ------------------------------ | ------------------- | ------------------------------------------------ |
| April 1910 – Mai 1911          | Johannes Schmitz    |                                                  |
| Mai 1911 – April 1914          | I. Jäger            |                                                  |
| April – September 1914         | Johannes Derigs     |                                                  |
| September 1914 – November 1918 | Elisabeth Fischer   | kommissarische Schulleiterin                     |
| Dezember 1918 – Oktober 1932   | Johannes Derigs     |                                                  |
| Oktober 1932 – März 1934       | Elisabeth Fischer   | kommissarische Schulleiterin                     |
| April 1934 – Juli 1944         | Karl Deck           |                                                  |
| September – Oktober 1944       | Feldkamp            | Leiter der „Sammelschule Benrath“                |
| September 1945 – Juni 1952     | Helmut Lauffs       |                                                  |
| April 1953 – Mai 1974          | Gertrud Wagener     |                                                  |
| September 1974 – Januar 1975   | Sabine Kreifelts    | kommissarische Schulleiterin                     |
| Januar 1975 – Juli 1993        | Norbert Meckel      |                                                  |
| August 1993 – Januar 1994      | Ferdinand Picker    | kommissarischer Schulleiter                      |
| Februar 1994 – Januar 2010     | Wulff Rehfus        |                                                  |
| Januar 2010 – Juli 2016        | Brigitte Vinke      | Januar–Mai 2010 als kommissarische Schulleiterin |
| Juli 2016 – August 2020        | Barbara Maerker     |                                                  |
| August 2020 – Juli 2021        | Michael Kleinheider | kommissarischer Schulleiter                      |
| Ab August 2021                 | Martina Weiß        |                                                  |

## Bekannte Schüler
- Lilli Pöttrich (* 1954), Juristin und DDR-Spionin (Abitur 1973)
- Miriam Meckel (* 1967), Kommunikationswissenschaftlerin, Publizistin und Direktorin am Institut für Medien- und Kommunikationsmanagement an der Universität St. Gallen (Abitur 1986)
- Paul Falk (* 1996), Schauspieler, Synchronsprecher und Musiker (Abitur 2015)

## Schulleitbild
„Die drei grundsätzlichen Aufgaben von Schule sind Erziehung, Bildung und Ausbildung. Um diese Aufgaben erfüllen zu können, bedarf es der Kompetenz und der Qualität des Lehrerkollegiums. Das Wissen und Können, das den Schülern in Verantwortung gegenüber der europäischen Tradition vermittelt werden soll, muss in der produktiven Spannung zwischen Tradition und Innovation stehen. Hierzu muss der Lehrer neben seinem Fachwissen und seinen pädagogisch-didaktischen Fähigkeiten über eine humane Kompetenz verfügen, die sich bestimmen lässt als Zuwendungsfähigkeit, Zuverlässigkeit und Glaubwürdigkeit. Das Annette-von-Droste-Hülshoff-Gymnasium bekennt sich zu diesen Leitbegriffen in einer Atmosphäre der Neugier, der Weltoffenheit, der Solidität und Seriosität.“

## Arbeitsgemeinschaften
Das Annette-Gymnasium ist besonders für seine musikalischen Arbeitsgemeinschaften bekannt. Es gibt das (sinfonisches) Schulorchester mit zirka 40 Mitgliedern,  das Blasorchester und das Streichorchester für die Unterstufe.
An der Schule bestehen 5 Schulchöre für die verschiedenen Jahrgangsstufen, in denen zusammen etwa 350 Schülerinnen und Schüler singen. Aufnahmen von Stücken der Chöre werden hin und wieder bei WDR 4 gesendet. Die Chöre traten mehrfach in der Tonhalle Düsseldorf auf.
Des Weiteren gibt es an der Schule unter anderem folgende Arbeitsgemeinschaften:
- Annette-Chor
- Annette-Orchester
- Boulder-AG
- Einrad-AG
- AG Mediation / Streitschlichtung
- Theater-AG
- Naturkunde- und Garten-AG
- Geschichts-AG

Außerdem gibt es am Annette-Gymnasium zwei Schülerzeitungen.

## Kooperationen/Partnerschaften
Vor allem im Bereich der Sekundarstufe II (Oberstufe), zum Teil auch schon im Differenzierungsbereich in den Klassen 8 und 9, kooperiert das Annette-von-Droste-Hülshoff-Gymnasium mit dem Gymnasium Koblenzer Straße.
Partnerschaften zur Stiftung Schloss und Park Benrath, zur Tonhalle, zum TSG Benrath, zur Junior Management School sowie zu zahlreichen Industrieunternehmen erweitern das Unterrichtsangebot außerhalb der eigentlichen Schule.

## Partnerschulen
- La Reunion[3]